# Напука
Напука або Пукароа — невеликий кораловий атол на островах Дісаппоінтмент, у північно-східній частині архіпелагу Туамоту у Французькій Полінезії. Він розташований всього в 15 км на південний схід від Тепото, його найближчого сусіда, утворюючи невелику групу. Ці два атоли досить ізольовані, найближчою сушею є атол Фангатау 170 км на південь.
Атол Напука у довжину 10,5 км і близько 4 км у ширину. Його риф досить широкий, повністю охоплюючи лагуну. Загальна площа суші тридцяти островів на рифі Напука складає 8 км2. Площа лагуни 18 км2.
За переписом 2017 року в Напуці проживає 234 людини.  Головне село — Тепукамаруя (Те Пука Мару Іа).

## Історія
Першим європейцем, який досяг атолу Напука, був британський дослідник Джон Байрон у 1765 році. Він назвав Напука і Тепото «Островами розчарування» (Острови Дісаппоінтмент), оскільки виявив, що місцеві жителі вороже ставляться до нього.
Напуку відвідала історична дослідницька експедиція Сполучених Штатів 23 серпня 1839 року.  Цей атол, ймовірно, був тим, який Чарльз Вілкс назвав «Wytoohee» або «Wutoohee».

## Адміністрація
Комуна Напука складається з атолів Напука і Тепото. 